# Gabriel Gudmundsson
Gabriel Johan Gudmundsson, född 29 april 1999 i Limhamns församling, Skåne län, är en svensk fotbollsspelare som spelar för Leeds United i Premier League.

## Klubbkarriär
Gabriel Gudmundsson startade sin karriär i Snöstorp Nyhem FF och tog tidigt klivet till Halmstads BK. Kort efter att han fyllt 17 år fick han göra sin debut, i seriesammanhang, för klubben, då han gjorde ett inhopp med tio minuter kvar av Superettan-matchen mot Degerfors IF den 7 maj 2016. Totalt gjorde Gudmundsson 17 matcher i Superettan - varav två från start - samt spelade i bägge kvalmatcherna mot Helsingborgs IF när Halmstads BK avancerade till Allsvenskan.
I den andra omgången av Allsvenskan 2017 gjorde Gudmundsson sin debut i den högsta serien, via ett inhopp mot Jönköpings Södra IF den 9 april.
I maj 2019 värvades Gudmundsson av nederländska FC Groningen, där han skrev på ett treårskontrakt med option på ytterligare ett år. Den 31 augusti 2021 värvades Gudmundsson av franska Lille, där han skrev på ett femårskontrakt. Gudmundsson debuterade i Ligue 1 den 10 september 2021 i en 2–1-förlust mot Lorient, där han blev inbytt i den 59:e minuten mot Angel Gomes. Han spelade 13 matcher i Uefa Champions League med Lille, den sista kom han in som avbytare mot Borussia Dortmund i åttondelsfinalen den 12 mars 2025.
Den 8 juli 2025 blev det officiellt att Gudmundsson blev klar för Premier League-klubben Leeds United.  26-åringen lämnade därmed franska Lille efter fyra säsonger.

## Landslagskarriär
Gudmundsson debuterade för Sveriges A-landslag den 9 juni 2022 i en 1–0-förlust mot Serbien, där han blev inbytt i den 77:e minuten mot Viktor Claesson. Gudmundsson startade i fem landskamper i Uefa Nations League 2024/2025.

## Familj
Gabriel Gudmundsson är son till Susanne och Niklas Gudmundsson. Fadern representerade svenska landslaget och spelade i Premier League.

## Karriärstatistik
| Klubb                                                     | Säsong            | Inhemsk liga      | Inhemsk liga | Inhemsk liga | Nat. täv. | Nat. täv. | Internat. täv. | Internat. täv. | Totalt | Totalt |
| Klubb                                                     | Säsong            | Serie             | SM           | Mål          | SM        | Mål       | SM             | Mål            | SM     | Mål    |
| --------------------------------------------------------- | ----------------- | ----------------- | ------------ | ------------ | --------- | --------- | -------------- | -------------- | ------ | ------ |
| Halmstads BK                                              | 2016              | Superettan        | 17           | 0            | 2         | 0         | 0              | 0              | 19     | 0      |
| Halmstads BK                                              | 2017              | Allsvenskan       | 25           | 4            | 1         | 0         | 0              | 0              | 26     | 4      |
| Halmstads BK                                              | Totalt i klubblag | Totalt i klubblag | 42           | 4            | 3         | 0         | 0              | 0              | 45     | 4      |
| Antal matcher och mål är korrekt per den 17 februari 2018 |                   |                   |              |              |           |           |                |                |        |        |